# CableACE Award
De CableACE Award was een prijs die van 1978 tot en met 1997 jaarlijks werd uitgereikt aan het beste Amerikaanse kabeltelevisieprogramma. De prijs werd bedacht omdat de Emmy Award niet werd uitgereikt aan programma's die enkel via kabeltelevisie werden uitgezonden. In 1997 stopten de bedenkers met de uitreiking van de prijs omdat ze toen van mening waren dat de Emmy's nu wel kabeltelevisieprogramma's op juiste waarde schatte, waardoor twee aparte prijsuitreikingen voortaan onnodig waren.
De CableACE Award was enige tijd zeer populair, en werd een enkele keer door meer dan 12 tv-zenders tegelijk uitgezonden. De laatste jaren werd de prijsuitreiking enkel door TBS of Lifetime uitgezonden.